# Кара Юлук Осман
Баха ад-Дин Кара Юлук Осман (ок. 1350—1435) — 4-й бей государства Ак-Коюнлу в 1389—1435 годах (фактически с 1396 года, полноценно с 1403 года).

## Биография
Происходил из рода Баяндыр племенной конфедерации Ак-Коюнлу. Один из четырех сыновей Фахр уд-Дина Кутлуг-бея (? — 1389), 2-го бея Ак-Коюнлу (1362—1389). Его матерью была Мария Комнин, сестра императора Трапезунда Алексия III Великого Комнина. После смерти своего отца в 1389 году Кара Осман возглавил Ак-Коюнлу. Впрочем, в том же году он потерпел поражение от Кара-Коюнлу и вынужден был вместе с племенем отступить на юг. Здесь Кара Осман вел борьбу против местных бейликов и курдских беев. Вынужден был разделить власть со своими братьями, Ахмадом и Пир-Али Баяндуром. При этом Ахмад стал главным беем.
С 1390 года Кара Осман вместе с братьями начинает войну против бейлика Эретна, где тогда захватил власть Кади Бурханеддин (1380—1398). Он действовал вместе с братьями Кара Османа — Ахмадом и Пир-Али. В 1396 году фактическую власть в Ак-Коюнлу захватил Ахмад-бей. Война с Кади Берханеддином продолжалась до 1398 года, когда войска Кара Османа в битве при Карабеле (по другой версии — Харпуте) нанесли противнику сокрушительное поражение. Вслед за этим Кара Осман разделил власть с Ахмад-беем. В то же время Кара Осман становится одним из самых верных союзников среднеазиатского полководца и самаркандского эмира Тамерлана, в войнах против Джалаиридского султаната и государства Кара-Коюнлу.
В 1400 году Кара Осман принимал участие в походе Тамерлана против Османского государства. Того же года вместе с Мутаххартаном, эмиром Эрзинджана, возглавил осаду города Сивас, который был захвачен, а 4 тысячи людей казнили. Потом были взяты и разорены города Малатья и Эльбистан. В битве при Анкаре в 1402 году против султана Баязида I Кара Осман находился на левом фланге армии Тамерлана. В награду за успешные действия против османских войск получил во владение город Диярбакыр с областью. В 1403 году Кара Осман устроил убийство своего брата Ахмада, после чего объединил всех Ак-Коюнлу.
В 1406 году Кара Осман возобновил борьбу против Кара-Коюнлу, беи которого восстановили свою мощь. В 1407 году пытался захватить Мосул, однако потерпел неудачу. Но уже в 1408 году Кара Осман занял важный город Урфа в Месопотамии. В 1409 году в битве при Мардине потерпел поражение от Кара-Коюнлу во главе с беем Кара Юсуфом. В результате вынужден был отступить в Диярбакыр, который остался за ним.
В течение 1410-х годов Кара Осман восстанавливал мощь государства. Также вступил в союз с джалаиридским султаном Увайсом II. В 1417 году нанес поражение Кара Юсуфу, но уже в 1418 году Кара Осман был разбит войсками Кара-Коюнлу. В 1420 году выступил на стороне тимурида Шахруха, который воевал с Кара Искандером, новым султаном государства Кара-Коюнлу. После поражения последнего в 1421 году сын Кара Османа — Али — получил должность наместника Азербайджана. Но Кара Осман не смог здесь закрепиться. Война Ак-Коюнлу с Кара-Коюнлу продолжалась в течение 1420-х годов.
После нового поражения в 1430 году Кара Искандара от Шахруха, Кара Осман сумел захватить важный город Мардин. Впоследствии поддерживал братьев Кара Искандера против него, пытаясь расширить свои владения. В 1435 году заключил союз с ширваншахом Халилуллой I против Кара Искандара. Их войска двинулись против Кара-Коюнлу, но в битве при Эрзуруме потерпели сокрушительное поражение, а Кара Осман погиб. Его власть в Диярбакыре принял сын Али.